# Ischyropsalis kollari
Ischyropsalis kollari is een hooiwagen uit de familie Ischyropsalididae.